# Mineral County, Montana
Mineral County är ett administrativt område i delstaten Montana, USA. År 2010 hade countyt 4 223 invånare. Den administrativa huvudorten (county seat) är Superior.

## Geografi
Enligt United States Census Bureau så har countyt en total area på 3 168 km². 3 158 km² av den arean är land och 10 km² är vatten. 

### Angränsande countyn
- Sanders County, Montana - nord
- Missoula County, Montana - öst
- Clearwater County, Idaho - syd
- Shoshone County, Idaho - nordväst